# Eodiaptomus lumholtzi
Eodiaptomus lumholtzi là một loài động vật giáp xác thuộc họ Diaptomidae. Đây là loài đặc hữu của Úc.